# إيان آركرايت
إيان آركرايت (بالإنجليزية: Ian Arkwright)‏ هو لاعب كرة قدم بريطاني في مركز نصف الجناح، ولد في 18 سبتمبر 1959 في Shafton ‏ في المملكة المتحدة. لعب مع نادي توركي يونايتد ونادي ريكسهام ونادي فين هاربز ووولفرهامبتون واندررز.